# العلاقات التشيلية الروسية
العلاقات التشيلية الروسية هي العلاقات الثنائية التي تجمع بين تشيلي وروسيا.

## مقارنة بين البلدين
هذه مقارنة عامة ومرجعية للدولتين:
| وجه المقارنة                                              | تشيلي                         | روسيا                                   |
| --------------------------------------------------------- | ----------------------------- | --------------------------------------- |
| المساحة (كم2)                                             | 756.10 ألف                    | 17.08 مليون                             |
| عدد السكان (نسمة)                                         | 17.37 مليون                   | 146.80 مليون                            |
| الكثافة السكانية (ن./كم²)                                 | 22.97                         | 8.59                                    |
| العاصمة                                                   | سانتياغو                      | موسكو                                   |
| اللغة الرسمية                                             | اللغة الإسبانية               | اللغة الروسية                           |
| العملة                                                    | بيزو تشيلي، وحدة حساب تشيلية ‏ | روبل روسي                               |
| الناتج المحلي الإجمالي (بليون دولار)                      | 277.08 مليار                  | 1.58 تريليون                            |
| الناتج المحلي الإجمالي (تعادل القوة الشرائية) بليون دولار | 419.39 مليار                  | 3.69 تريليون                            |
| الناتج المحلي الإجمالي الاسمي للفرد دولار أمريكي          | 13.42 ألف                     | 9.09 ألف                                |
| الناتج المحلي الإجمالي للفرد دولار أمريكي                 | 22.07 ألف                     |                                         |
| مؤشر التنمية البشرية                                      | 0.832                         | 0.798                                   |
| رمز المكالمات الدولي                                      | +56                           | +7                                      |
| رمز الإنترنت                                              | .cl                           | .ru، .рф، .рус ‏، .su                    |
| المنطقة الزمنية                                           | 00، 00، 00، 00                | Magadan Time ‏، ت ع م+02:00، ت ع م+12:00 |

## مدن متوأمة
في ما يلي قائمة باتفاقيات التوأمة بين مدن تشيلية وروسية:
- ترتبط فالبارايسو مع نوفوروسيسك باتفاقية توأمة منذ 1994.
- ترتبط تيموكو مع ستافروبول باتفاقية توأمة.[16]

## منظمات دولية مشتركة
يشترك البلدان في عضوية مجموعة من المنظمات الدولية، منها:
| علم المنظمة | اسم المنظمة                                      | تاريخ انضمام تشيلي | تاريخ انضمام روسيا |
| ----------- | ------------------------------------------------ | ------------------ | ------------------ |
|             | مؤسسة التنمية الدولية                            | 30 ديسمبر 1960     | 16 يونيو 1992      |
|             | المنظمة الهيدروغرافية الدولية                    | ?                  | ?                  |
|             | مؤسسة التمويل الدولية                            | 15 أبريل 1957      | 12 أبريل 1993      |
|             | منتدى التعاون الاقتصادي لدول آسيا والمحيط الهادئ | 11 نوفمبر 1994     | 1 نوفمبر 1998      |
|             | منظمة حظر الأسلحة الكيميائية                     | ?                  | ?                  |
|             | الأمم المتحدة                                    | 24 أكتوبر 1945     | 24 أكتوبر 1945     |
|             | يونسكو                                           | 7 يوليو 1953       | 21 أبريل 1954      |
|             | الاتحاد الدولي للاتصالات                         | 1908               | 1866               |
|             | منظمة الشرطة الجنائية الدولية                    | ?                  | 27 سبتمبر 1990     |
|             | البنك الدولي للإنشاء والتعمير                    | 31 ديسمبر 1945     | 16 يونيو 1992      |
|             | الاتحاد البريدي العالمي                          | ?                  | ?                  |
|             | وكالة ضمان الاستثمار متعدد الأطراف               | 12 أبريل 1988      | 29 ديسمبر 1992     |
|             | منظمة التجارة العالمية                           | ?                  | 22 أغسطس 2012      |
|             | الفريق المعني برصد الأرض                         | ?                  | ?                  |

## أعلام
هذه قائمة لبعض الشخصيات التي تربطها علاقات بالبلدين:
- عشتار ياسين جوتيريز (1968 – )
- كلودوميرو ألميدا (سياسي تشيلي، 11 فبراير 1923 – 25 أغسطس 1997)

## وصلات خارجية
- موقع وزارة الخارجية التشيلية
- موقع وزارة الخارجية الروسية